# أسلام أباد (أيسين)
أسلام أباد (بالفارسية: اسلام‌آباد) هي قرية تقع في إيران في قسم أيسين الريفي. يقدر عدد سكانها بـ 99 نسمة .